# Prototéthys
La Prototéthys est un ancien océan du Paléozoïque, formée au Néoprotérozoïque et fermée au Permien.
Elle s'est refermée après que le superterrane hunnique (craton du Yangtse, sino-coréen, bassin du Tarim, Asie du sud-est) s'est détaché de la marge nord de Gondwana et est entré en collision avec Kazakhstania, Sibéria et l'arc Mongol. Le dernier fragment de cet océan s'est refermé entre la Chine du Nord et la Mongolie, dans l'actuelle Mandchourie et Mongolie-Intérieure.